# Brasserie Chevalier Marin

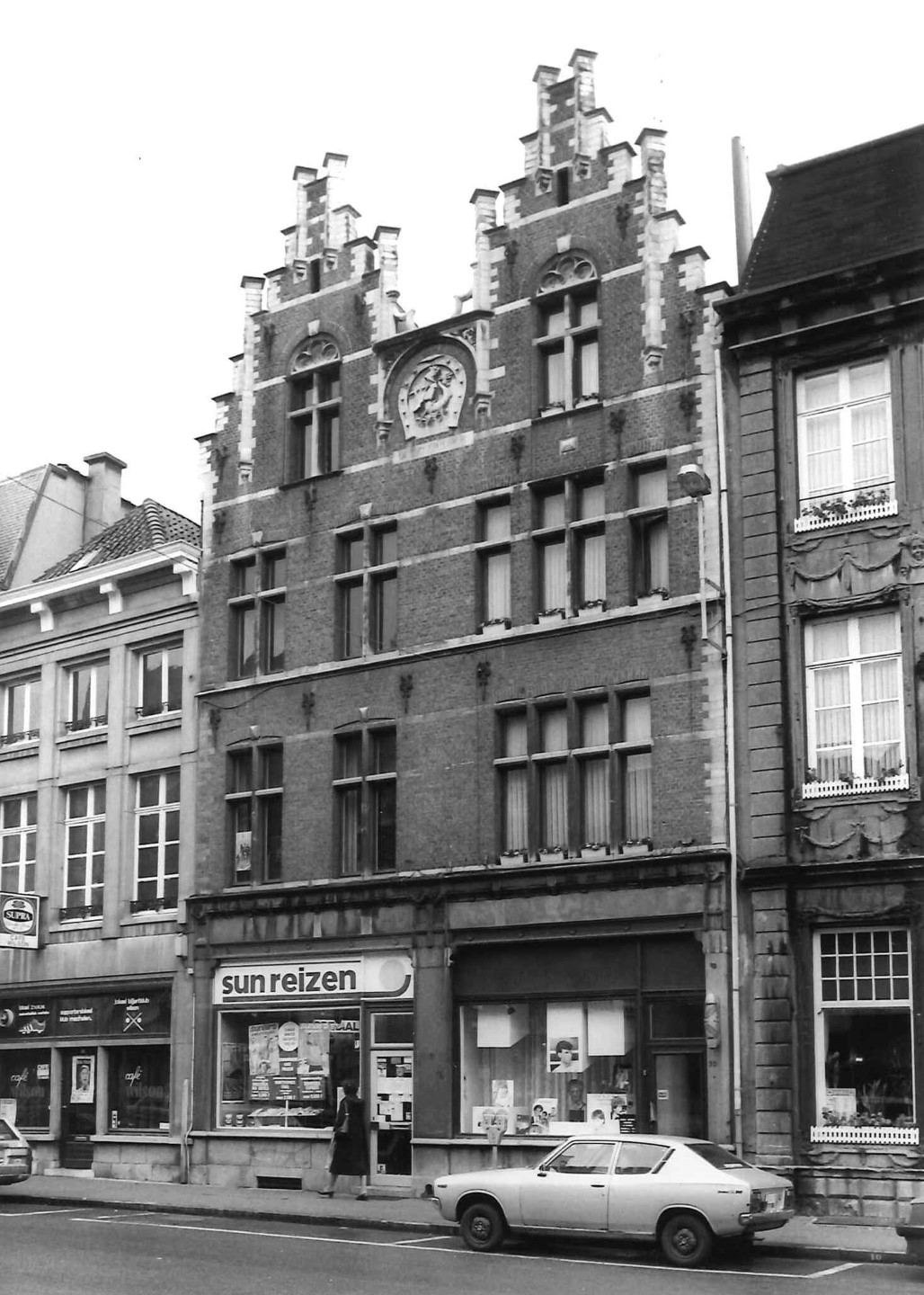
Siège de la brasserie Le Chevalier marin

La brasserie Chevalier Marin était une importante brasserie belge de bière à basse fermentation (pils), qui était située rue de Beffer (33-35) à Malines (Belgique).

## Histoire
Fondée par la famille De Drijver, elle a été rachetée par Louis Van Diepenbeek (1890), propriétaire d'une brasserie voisine, Le Fer à cheval, dont les installations s'étendaient entre la rue de Beffer (25-27) et la rue du Cochon, en surplomb d'un ruisseau, le Melaanvliet. Elles occupaient le site d'un couvent de Carmélites du 13ème siècle, entre la Grand-Place et le Marché aux Veaux. La famille possédait également le domaine et le château Tivoli le long de la chaussée vers Anvers.

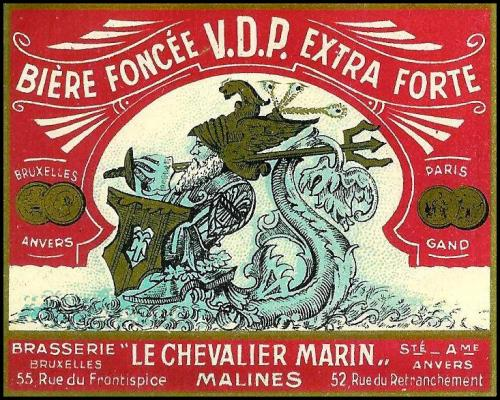
Combat du chevalier et de la sirène

Dans un monde imaginaire issu des romans de chevalerie, le chevalier marin et la sirène représentent la lutte héroïque, proposée aux chevaliers de la Toison d’Or, de la vertu (chevalier) contre le vice (sirène). Il figure sur le blason de plusieurs familles de Flandre et du Hainaut. Au château d’Ecaussinnes, la scène est représentée avec une sirène à sa toilette qui se peigne et tient dans sa main un miroir. D’un regard provocateur, elle incite au plaisir vicieux. Le chevalier, visière baissée pour ne pas la regarder, tranche de l’épée les relations et lui répond : Enchanteresse, je suis chevalier chrétien de l’Ordre, mon cœur est de granit.
Reconstruite en 1907, la S.A. Brasserie Chevalier Marin est alors considérée comme la plus importante de Belgique avec une production de 65.000 hl/an de bière à basse fermentation dont la Supra était le porte-étendard. A sa direction se succéderont le gendre de Louis Van Diepenbeek (Charles Degraux), puis l'époux de sa petite fille (André van Bastelaer). Ne subsistent aujourd'hui que le bâtiment administratif de style néorenaissance flamande à front de la rue de Beffer. L'intérieur de l'îlot a été loti et reconverti en logements sur commerces.

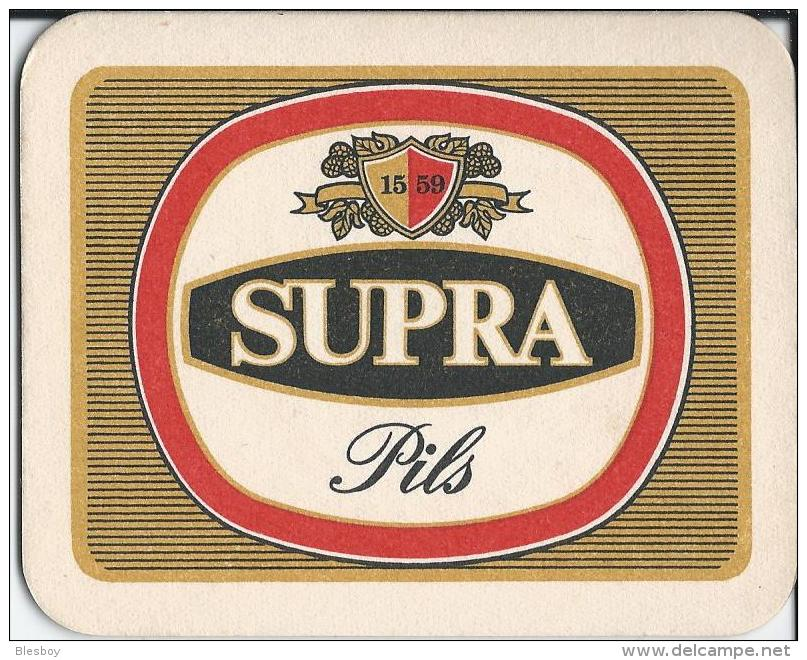
Pils de la brasserie Le Chevalier marin (années 1950)

Pour faciliter sa distribution, elle fait construire un entrepôt dans le quartier Nord à Bruxelles, entre les rues du Frontispice (57) et Nicolay (18), par l'architecte Edouard Pelseneer (1923). Il est flanqué d'une ancienne maison affectée à la direction du dépôt (55).
De style éclectique d'inspiration renaissance flamande, sa façade de brique rouge rehaussée de pierre blanche est parcourue de bandeaux dont les inscriptions peintes ont disparu :  Dépôt de la Brasserie Chevalier Marin, anciennement L. Van Diepenbeek. Un cheval marin figure au sommet des pignons de la rue Nicolay et sur le linteau de la porte-cochère de la rue du Frontispice. Il est occupé aujourd'hui par l’Atelier central du service technique des travaux publics de la Ville de Bruxelles.
La brasserie sera la première d'une longue série à être absorbée (1954) par le géant brassicole louvaniste Artois, devenu successivement Interbrew, Inbev puis AB-Inbev.